# Tim Vermund Andersen
Tim Vermund Andersen (født. 29. oktober 1983) har siden 1. januar 2022 været rådmand for klima og miljø i Odense Kommune. Han er uddannet lærer. Blev valgt til byrådet i 2009 for socialdemokratiet. Han er gift med Jeanett Drevsfeldt, som han har to børn med.

## Baggrund
Født og opvokset i Odense. Søn af Tove Anni Jensen og Gert Vermund Andersen, som var forsanger i det odenseanske kultband The Live Museum og mangeårige kulturpersonlighed bl.a. Rytmeposten. Tim Vermund gik på Munkebjergskolen, efterfølgende på Sct. Knuds Gymnasium, hvor han i 2002 blev valgt som elevrådsformand. Som ung arbejde han som buddreng og kommis hos Købmand Ebbe Rasmussen på hjørnet af Jagtvej og Godthåbsgade.  

## Civil karriere
- 2010-2011 Fuldtidsansat kampagneleder for Pernille Rosenkrantz-Theil

- 2011-2012 Ungdomskonsulent i HK Midt
- 2012-2017 Lærer på Hjalleseskolen
- 2017-2020 Uddannelsessekretær i 3F Østfyn
- 2020-2022 Lærer på Seden Skolen

## Politisk karriere
- 2001 Blev medlem af Danmarks Socialdemokratiske Ungdom.
- 2004 Valgt til DSU's Landsforretningsudvalg, næstformand i internationalt udvalg
- 2006  Valgt til formand for DSU Region Syd
- 2008 Valgt som formand for DSU Odense.
- 2009-2013 Valgt til Odense byråd for socialdemokratiet. Medlem af børne- og ungeudvalget.
- 2013-2017 Genvalgt til Odense byråd. Medlem af beskæftigelses- og socialudvalget. Bestyrelsesmedlem i Fjernvarme Fyn.
- 2017-2021 Genvalgt til Odense byråd. Viceborgmester. Medlem af børne- og ungeudvalget. Bestyrelsesmedlem i Odense Renovation.
- 2021- Genvalgt til Odense byråd. Rådmand for klima og miljø. Medlem af klima og miljøudvalget og økonomiudvalget.

 Der er for få eller ingen kildehenvisninger i denne artikel, hvilket er et problem. Du kan hjælpe ved at angive troværdige kilder til de påstande, som fremføres i artiklen.